# Oleksandra Horbunova
Oleksandra Mychajlivna Horbunova, coniugata Kurasova e, successivamente Radulovyć (in ucraino Олександра Михайлівна 
Горбунова-Радулович?; Berdjans'k, 4 aprile 1986), è un'ex cestista ucraina.

## Carriera
Con l'Ucraina ha disputato tre edizioni dei Campionati europei (2009, 2013, 2019).